# Parque da Vida Selvagem David Fleay
O Parque da Vida Selvagem David Fleay está localizado em Burleigh Heads, subúrbio de Golden Coast, Queensland, Austrália. Estabelecido pelo naturalista australiano David Fleay em 1952, o parque é lar de muitos animais nativos, como ornitorrincos, vombates, emus, casuares e crocodilos de água salgada. O parque inclui um hospital para animais machucados, doentes e órfãos.